# Santa Bárbara (cidade do estado de Monagas)
Santa Bárbara é uma cidade venezuelana, capital do município de Santa Bárbara.